# Bear Country
Bear Country (Brasil: A Região dos Ursos) é um documentário em curta-metragem estadunidense de 1953 dirigido por James Algar. Venceu o Oscar de melhor curta-metragem em live-action: 2 bobinas na edição de 1954.